# U-276 (tàu ngầm Đức)
U-276 là một tàu ngầm tấn công  Lớp Type VII thuộc phân lớp Type VIIC được Hải quân Đức Quốc Xã chế tạo trong Chiến tranh Thế giới thứ hai. Nhập biên chế năm 1942, nó đã thực hiện được ba chuyến tuần tra nhưng không đánh chìm được mục tiêu nào, trước khi được cho xuất biên chế vào ngày 29 tháng 9, 1944 để hoạt động như một trạm phát điện nổi. U-276 bị hư hại nặng sau một đợt không kích xuống Neustadt in Holstein vào ngày 3 tháng 5, 1945, và bị đánh đắm cùng ngày hôm đó.

## Thiết kế và chế tạo

### Thiết kế

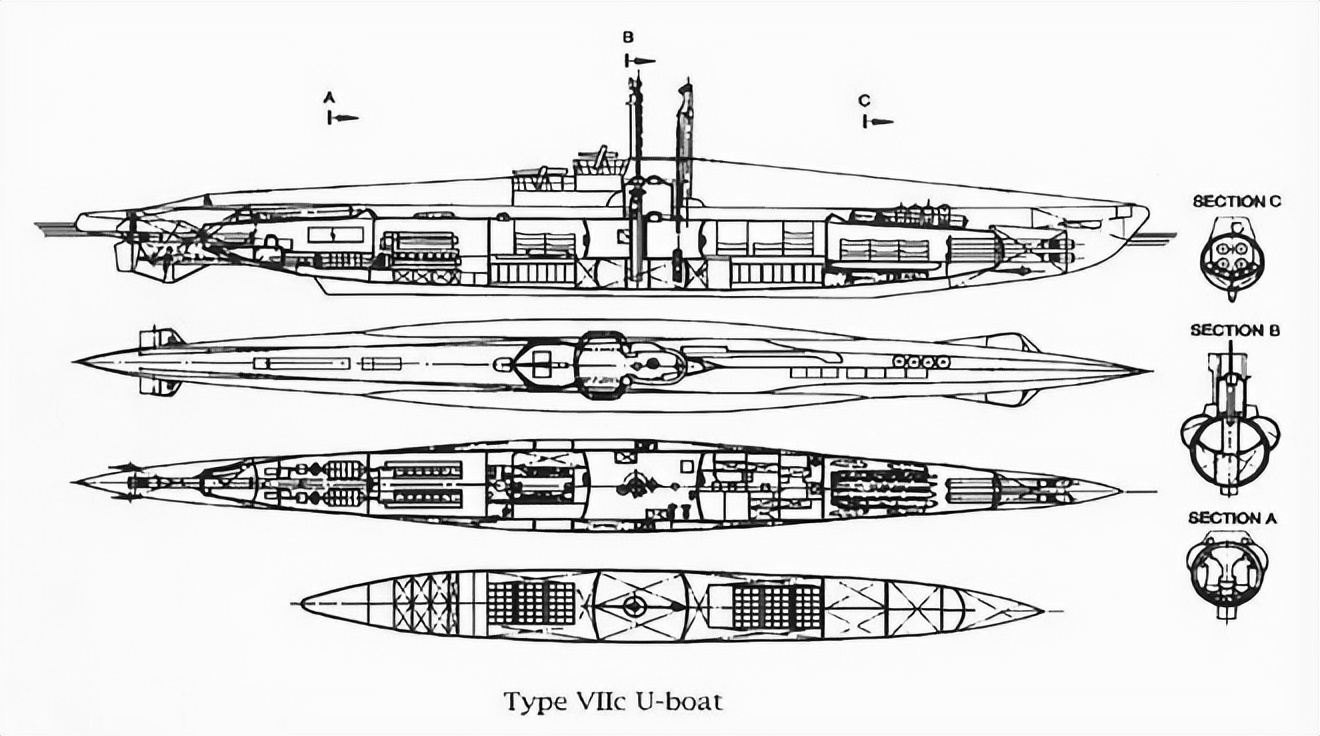
Sơ đồ các mặt cắt một tàu ngầm Type VIIC

Phân lớp VIIC của Tàu ngầm Type VII là một phiên bản VIIB được kéo dài thêm. Chúng có trọng lượng choán nước 769 t (757 tấn Anh) khi nổi và 871 t (857 tấn Anh) khi lặn). Con tàu có chiều dài chung 67,10 m (220 ft 2 in), lớp vỏ trong chịu áp lực dài 50,50 m (165 ft 8 in), mạn tàu rộng 6,20 m (20 ft 4 in), chiều cao 9,60 m (31 ft 6 in) và mớn nước 4,74 m (15 ft 7 in).
Chúng trang bị hai động cơ diesel Germaniawerft F46 siêu tăng áp 6-xy lanh 4 thì, tổng công suất 2.800–3.200 PS (2.100–2.400 kW; 2.800–3.200 bhp), dẫn động hai trục chân vịt đường kính 1,23 m (4,0 ft), cho phép đạt tốc độ tối đa 17,7 kn (32,8 km/h), và tầm hoạt động tối đa 8.500 nmi (15.700 km) khi đi tốc độ đường trường 10 kn (19 km/h). Khi đi ngầm dưới nước, chúng sử dụng hai động cơ/máy phát điện AEG GU 460/8–27 tổng công suất 750 PS (550 kW; 740 shp). Tốc độ tối đa khi lặn là 7,6 kn (14,1 km/h), và tầm hoạt động 80 nmi (150 km) ở tốc độ 4 kn (7,4 km/h). Con tàu có khả năng lặn sâu đến 230 m (750 ft).
Vũ khí trang bị có năm ống phóng ngư lôi 53,3 cm (21 in), bao gồm bốn ống trước mũi và một ống phía đuôi, và mang theo tổng cộng 14 quả ngư lôi, hoặc tối đa 22 quả thủy lôi TMA, hoặc 33 quả TMB. Tàu ngầm Type VIIC bố trí một hải pháo 8,8 cm SK C/35 cùng một pháo phòng không 2 cm (0,79 in) trên boong tàu. Thủy thủ đoàn bao gồm 4 sĩ quan và 40-56 thủy thủ.

### Chế tạo
U-276 được đặt hàng vào ngày 10 tháng 4, 1941, và được đặt lườn tại xưởng tàu của hãng Bremer-Vulkan-Vegesacker Werft ở Bremen vào ngày 24 tháng 2, 1942. Nó được hạ thủy vào ngày 24 tháng 10, 1942, và nhập biên chế cùng Hải quân Đức Quốc Xã vào ngày 9 tháng 12, 1942 dưới quyền chỉ huy của Hạm trưởng, Trung úy Hải quân Jürgen Thimme.

## Lịch sử hoạt động
Sau khi hoàn thành việc chạy thử máy và huấn luyện trong thành phần Chi hạm đội U-boat 8, U-276 được điều sang Chi hạm đội U-boat 1 từ ngày 1 tháng 3, 1944, và sau đó cùng Chi hạm đội U-boat 31 từ ngày 1 tháng 7, 1944.

### Chuyến tuần tra thứ nhất
Sau khi chuyển căn cứ hoạt động từ Kiel đến cảng Bergen, Na Uy, và sau đó đến Trondheim, Na Uy trong tháng 3, 1944, U-276 khởi hành từ Trondheim vào ngày 22 tháng 3 cho chuyến tuần tra đầu tiên trong chiến tranh. Chiếc tàu ngầm hoạt động trong biển Na Uy trước khi quay trở lại Trondheim vào ngày 6 tháng 4.

### Chuyến tuần tra thứ hai
U-276 tiến hành chuyến tuần tra thứ hai từ ngày 18 tháng 4 đến ngày 2 tháng 5, cùng xuất phát và kết thúc tại Trondheim. Trong chuyến đi này hai thành viên đã bị thương do một sự cố với pháo phòng không vào ngày 2 tháng 5.
Trong biển Na Uy vào ngày 25 tháng 5, nó bất ngờ bị một máy bay ném bom B-24 Liberator thuộc Liên đội 59 Không quân Hoàng gia Anh tấn công, ném tổng cộng tám quả mìn sâu qua hai lượt; nhưng U-276 đã tránh không bị hư hư hại do các kíp nổ chưa mở khóa an toàn. Chiếc tàu ngầm kháng cự yếu ớt bằng pháo 20 mm khi khẩu pháo phòng không 37 mm của nó bị kẹt đạn, và phải lặn khẩn cấp để né tránh. Ba thành viên thủy thủ đoàn của U-276 bị thương sau vụ đụng độ này, và chiếc tàu ngầm phải đưa những người bị bị thương đến Trondheim vào ngày hôm sau 26 tháng 5.

### Chuyến tuần tra thứ ba
Sau khi chuyển căn cứ hoạt động đến cảng Stavanger, Na Uy vào cuối tháng 5, U-276 khởi hành từ cảng này vào ngày 8 tháng 6 cho chuyến tuần tra thứ ba. Sau khi hoạt động trong Bắc Hải mà không đánh chìm được mục tiêu nào, nó kết thúc chuyến tuần tra và quay trở lại Stavanger vào ngày 25 tháng 6. Chiếc tàu ngầm quay trở về cảng Kiel trong tháng 7.

### Số phận
U-276 được cho xuất biên chế tại Neustadt in Holstein, Schleswig-Holstein vào ngày 29 tháng 9, 1944 để hoạt động như một trạm phát điện nổi tại đây. Trong một đợt không kích của máy bay Đồng Minh xuống Neustadt vào ngày 3 tháng 5, 1945, chiếc tàu ngầm bị tấn công bằng rocket phóng từ bốn máy bay cường kích Hawker Typhoon thuộc Liên đội 175 Không quân Hoàng gia Anh. Bị hư hại nặng, U-276 bị đánh đắm cùng ngày hôm đó.